# Jerónimo Cardoso
Jerónimo Cardoso (* 1508 in Lamego; † 1569) war ein portugiesischer Latinist, Romanist, Lusitanist und Lexikograph.
Cardoso, privater Lateinlehrer, steht, wie Paul Teyssier gezeigt hat, am Beginn einer bis heute reichenden Tradition der portugiesischen Lexikografie.

## Schriften
Wörterbücher
- Dictionarium iuventuti studiosae admodum frugiferum, Coimbra 1551 (lateinisch-portugiesisch, kein Exemplar erhalten)
- Dictionarium iuventuti studiosae admodum frugiferum. Nunc diligentiori emendatione impressum, Coimbra 1562 (lateinisch-portugiesisch, in Sachgruppen, 4.120 Stichwörter)
- Dictionarium ex lusitanico in latinum sermonem, Lissabon 1562-1563 (portugiesisch-lateinisch, alphabetisch, 12.076 Stichwörter)
- Dictionarium latino-lusitanicum et vice versa lusitanico-latinum, cum adagiorum ferè omnium iuxta seriem alphabeticam perutili expositione. Nove omnia per Hieronymum Cardosum Lusitanum congesta. Recognita vere omnia per Sebastianum Stokhamerum [Sebastian Stockhammer] Germanum, Coimbra 1569-1570, 1588, 1592, 1601, 1613, 1619, 1630, 1643, 1677, 1694, 1695 (lateinisch-portugiesisch, alphabetisch mit 26.863 Stichwörtern; portugiesisch-lateinisch wie 1562; 4000 Adagia des Erasmus von Rotterdam)

Weitere Schriften (Auswahl)
- Oração de sapiencia proferida em louvor de todas as disciplinas, Coimbra 1550, 1963, 1965
- Obra literária I. Prosa latina. II. Poesia latina, hrsg. von Telmo Corujo dos Reis, 2 Bde., Coimbra 2009